# أندريس فيليبي غاليغو
أندريس فيليبي غاليغو (بالإسبانية: Andrés Felipe Gallego) هو لاعب كرة قدم كولومبي، ولد في 26 نوفمبر 1988 في ميديلين في كولومبيا. لعب مع أمريكا دي كالي وإنديبندينتي ميديلين.